# Eleodes wynnei
Eleodes wynnei  (лат.) — вид пещерных жуков из семейства чернотелок (триба Amphidorini).

## Распространение
Северная Америка: запад США (северная Аризона, Юта). Обнаружен в темновой зоне в нескольких пещерах (Bloomington Cave, Grand Wash Cave и Neverland Cave) вместе с другими жуками-чернотелками Eleodes nigrinus, Eleodes carbonarius obsoletus, Eleodes obscurus sulcipennis, Eschatomoxys pholeter.

## Описание
Длина тела около 15 мм, ширина 5-6 мм. Жук тёмно-коричневого цвета (от красноватого до чёрного) с тонкими длинными усиками и ногами, глаза редуцированные: от 3 до 6 фасеток в наибольшей их ширине. Наибольшая ширина надкрылий наблюдается в срединной части. От близких видов отличается грубыми пунктурами на пронотуме, острыми передними углами переднеспинки. Вид был впервые описан в 2012 году американскими энтомологами Рольфом Альбу (Rolf L. Aalbu, Department of Entomology, California Academy of Science, Сан-Франциско, Калифорния, США), Аароном Смитом (Aaron D. Smith, International Institute for Species Exploration, Arizona State University, Tempe) и Чарльзом Трипльхорном (Charles A. Triplehorn, Department of Entomology, Museum of Biological Diversity, Ohio State University, Колумбус, штат Огайо) и назван в честь эколога Джата Уинна (Jut Wynne; Colorado Plateau Research Station, Northern Arizona University), первым нашедшего жука во время своих спелеологических изысканий. Вид включён в состав подрода Eleodes (Caverneleodes), который был описан в 1975 году для нескольких пещерных видов чернотелок.